# Muniz, Texas
Muniz, Texas (енгл. Muniz) насељено је место без административног статуса у америчкој савезној држави Тексас.

## Демографија
По попису из 2010. године број становника је 1.370, што је 264 (23,9%) становника више него 2000. године.
| Група             | 2000.         | 2010.         |
| Белци             | 11 (1,0%)     | 3 (0,2%)      |
| Афроамериканци    | 0 (0,0%)      | 0 (0,0%)      |
| Азијати           | 0 (0,0%)      | 0 (0,0%)      |
| Хиспаноамериканци | 1.095 (99,0%) | 1.367 (99,8%) |
| Укупно            | 1.106         | 1.370         |